# Сабети, Парвиз
Парвиз Сабети (род. 25 марта 1936 года, Сангсар) – иранский юрист, высокопоставленный чиновник спецслужбы САВАК при режиме шаха Мохаммеда Реза Пехлеви.
В 1957 году был принят в разведывательное агентство САВАК и довольно быстро стал исполняющим обязанности директора так называемого III-го департамента САВАК – его политического управления – а затем и его директором.
Для многих Парвиз Сабети был просто «высокопоставленным сотрудником службы безопасности». Парвиза Сабети называют одним из самых влиятельных людей за последние два десятилетия режима Пехлеви. Историк Аббас Милани описывает его как «персонажа из романа ле Карре́» и говорит, что «по мере роста его известности и репутации его имя и лицо исчезли из общественной сферы».

## Биография
Родился в Сангсаре, провинция Семнан.

### Учеба
В 1954 году Сабети поступил на юридический факультет Тегеранского университета, построенный по французской модели: абитуриенты подавали заявки после окончания средней школы и через 3-4 года получали диплом юриста. Будучи аспирантом, Сабети начал работать учителем в школе в одном из беднейших пригородов Тегерана.

### Карьера в САВАК
После окончания учебы в университете, Сабети отказался от профессии адвоката и первоначально хотел стать судьей и был нанят в Министерство юстиции. Проявив живой интерес к государственной политике, в 1957 году он был принят в САВАК в качестве политического аналитика. Тогда САВАК являлся частью кабинета премьер-министра. Это было время, когда была введена новая политика введения гражданских лиц в разведывательную организацию, укомплектованную в основном бывшими военными.
Сабети довольно быстро достиг вершины карьерной лестницы - через 15 лет он стал всесильным главой III-го Департамента САВАК, отвечавшая за внутреннюю безопасность. Хотя его выступления по ТВ были направлены на улучшение имиджа САВАК, репутация Сабети была подорвана, поскольку его имя уже ассоциировалось с репрессиями.
Генерал Манучехр Хашеми, который в течение двух десятилетии возглавлял VIII-й департамент САВАК (контрразведка), в своих мемуарах жалуется, что борьба его группы с советским шпионажем была омрачена слухами о тактике и методах действий III-го департамента.
Первоначально Сабети работал политическим аналитиком в отделе внутренней безопасности и очень скоро стал руководителем отдела политического анализа, где отвечал за подготовку и написание ежедневных, периодических и специальных отчетов, которые в конечном итоге передавались шаху по вертикали.
Хотя Сабети и выступал против марксизма и радикального ислама, он считал, что арест и преследование членов таких групп не должны быть единственным способом действий властей. Сабети полагал, что цикл действий и реакций инакомыслия, восстания, затем подавления будет продолжаться до тех пор, пока правительство посредством существенных реформ не попытается устранить корни неудовлетворенности и создать больше возможностей для участия людей в политической системе.

### Начальник III-го департамента САВАК (1971–1978)
Впечатления шаха о Парвизе Сабети изменились к концу 1970-х годов, когда Сабети, как де-факто советник премьер-министра по вопросам безопасности и официальный представитель правительства, дал длинное и впечатляющее телеинтервью, разоблачающее заговоры иракского режима Саддама Хусейна против Ирана при сговоре с внутренними врагами шаха. Он дал еще два таких интервью, в которых разоблачал тактику двух основных оппозиционных групп, коммунистической и исламо-марксистской.
На одном из торжественных ужинов в начале 1970-х гг. Фатима Пакраван (жена генерала Хассана Пакравана) отказалась сесть рядом с Сабети в знак протеста. Протест женщины был вызван тем, что по ее мнению Сабети нанес ущерб репутации разведывательной организации. Хассан Пакраван, который, в отличие от своей жены, относился к Сабети более положительно, объяснил своей супруге, что «у каждого периода есть свои особые требования».
Примечательно, что Сабети был единственным гражданским чином, занявшим руководящую позицию в САВАК, что в свою очередь не могло не вызвать трения с людьми с военным прошлым.
Сабети и его семья бежали из Ирана за несколько месяцев до победы Исламской революции в 1979 году. У Парвиза Сабети есть дочь – Пардис Сабети, профессор биологии Гарвардского университета.

### «Объединенный антитеррористический комитет»
В начале 1970-х гг. САВАК и полиция создали «Объединенный антитеррористический комитет» для координации своей деятельности. Его основная задача заключалась в нейтрализации радикальных вооруженных формирований. Комитет был якобы создан для усиления борьбы спецслужб с терроризмом, но на самом деле он был создан для укрепления порядка в системе безопасности страны. Оппозиционные группы утверждали, что в 1970-х годах Комитет замучил сотни политических заключенных. Анализ системы допросов антитеррористического комитета был впервые опубликован левой газетой в Иране.
В 1973 году шах принял предложение комитета, которое состоял из;
1. Антитеррористического комитета, который состоял из трех отделов (информационный, исполнительный и поддержки);
2. Председателем комиссии должен был быть из генералов САВАК;
3. Специальные бюллетени Комитета должны были быть переданы шаху посредством САВАК[17].

### Исламская революция и бегство из Ирана
Начало революционных беспорядков в стране поставило фигуру Сабети в центр иранской политики. С одной стороны, САВАК и его деятельность являлось причиной раскола с оппозицией. В то же время международные СМИ и юристы выразили протест против фактов пыток политзаключенных в Иране. С другой стороны, из-за попыток успокоить оппозицию, власть САВАК, которая долгие годы была опорой власти, ослабевала. В июне 1978 года генерал Нематолла Нассири был смещен с должности: его сменил генерал Нассер Могадам, который из-за своих либеральных взглядов выступил против Сабети, который считал, что либерализм ставит под угрозу монархическую систему> .
Параллельно с ухудшением ситуации в стране Сабети неоднократно выступал с идеей использования силы для изменения хода политических событий. Еще в мае 1978 года Сабети считал, что эту проблему может решить III департамент – Сабети, посредством Ховейды отправил шаху записку с просьбой разрешения арестовать 3000 человек. «Мы сможем контролировать ситуацию, если нам позволят выполнять свой долг и обязанности», – сказал Сабети, который работал над списком лиц, подлежащих задержанию. Данный список был представлен шаху, но монарх согласился арестовать лишь небольшое число оппозиционеров. САВАК принял меры - были арестованы несколько сотен лидеров оппозиции и, по данным посольства США в Тегеране, эти меры успокоили ситуацию, хотя многие задержанные были вскоре освобождены при премьер-министре Амузегаре. «Какой ответ мы дадим правозащитным организациям?» – спросил как-то премьер-министр Сабети, на что тот ответил: «А не послать бы их подальше!».
О том, как Сабети покинул Иран существует многочисленные версии. По некоторым данным, Сабети удалось избежать ареста из-за "покровительства" со стороны ЦРУ. Генерал Хоссейн Фардуст в своих мемуарах отметил, что Сабети якобы сказал ему, что покинуть Иран ему помогли сотрудники ЦРУ. Интересно, что в тех же мемуарах Фардуст жестко критикует почти каждого политика периода шаха, но воздерживается от критики Сабети, сказав, что он был всего лишь одним амбициозным человеком. По другой версии, в "спасении" Сабети участвовал израильский «Моссад».

## Оценка личности
Многие авторы заявляют, что Парвиз Сабети был приверженцев бахаизма, хотя эта информация не соответствует действительности – он никогда не был последователем бахаизма, чего мы не можем сказать о членах его семьи.